# أوبري ديفيز
أوبري ديفيز (بالإنجليزية: Aubrey Davies)‏ (11 يوليو 1915 في المملكة المتحدة - 25 يوليو 1994 في المملكة المتحدة) هو لاعب كريكت بريطاني. لعب مع نادي مقاطعة غلاموركن للكريكت ‏ وDevon County Cricket Club ‏.

## وصلات خارجية
- أوبري ديفيز على موقع إي آس بي آن كريك إنفو (الإنجليزية)